# 威爾斯皇家徽章

威爾士皇家徽章

威爾士皇家徽章（Royal Badge of Wales） 是威爾士的代表徽章，在2008年5月批准使用。威爾士皇家徽章的設計來自13世紀時威爾士王子羅埃林大王的盾徽，盾徽的上部是聖愛德華王冠。盾徽由綬帶環繞，綬帶上印有格言PLEIDIOL WYF I’M GWLAD（"I am true to my country"，我忠於我的國家），這句話來自於威爾士國歌。綬帶的外側繪有玫瑰等花卉，象徵組成英國的四個部分。

## 外部連結
维基共享资源上的相關多媒體資源：威爾斯皇家徽章
- Historical marks of cadency in the royal family（页面存档备份，存于）